# Pezinské Karpaty

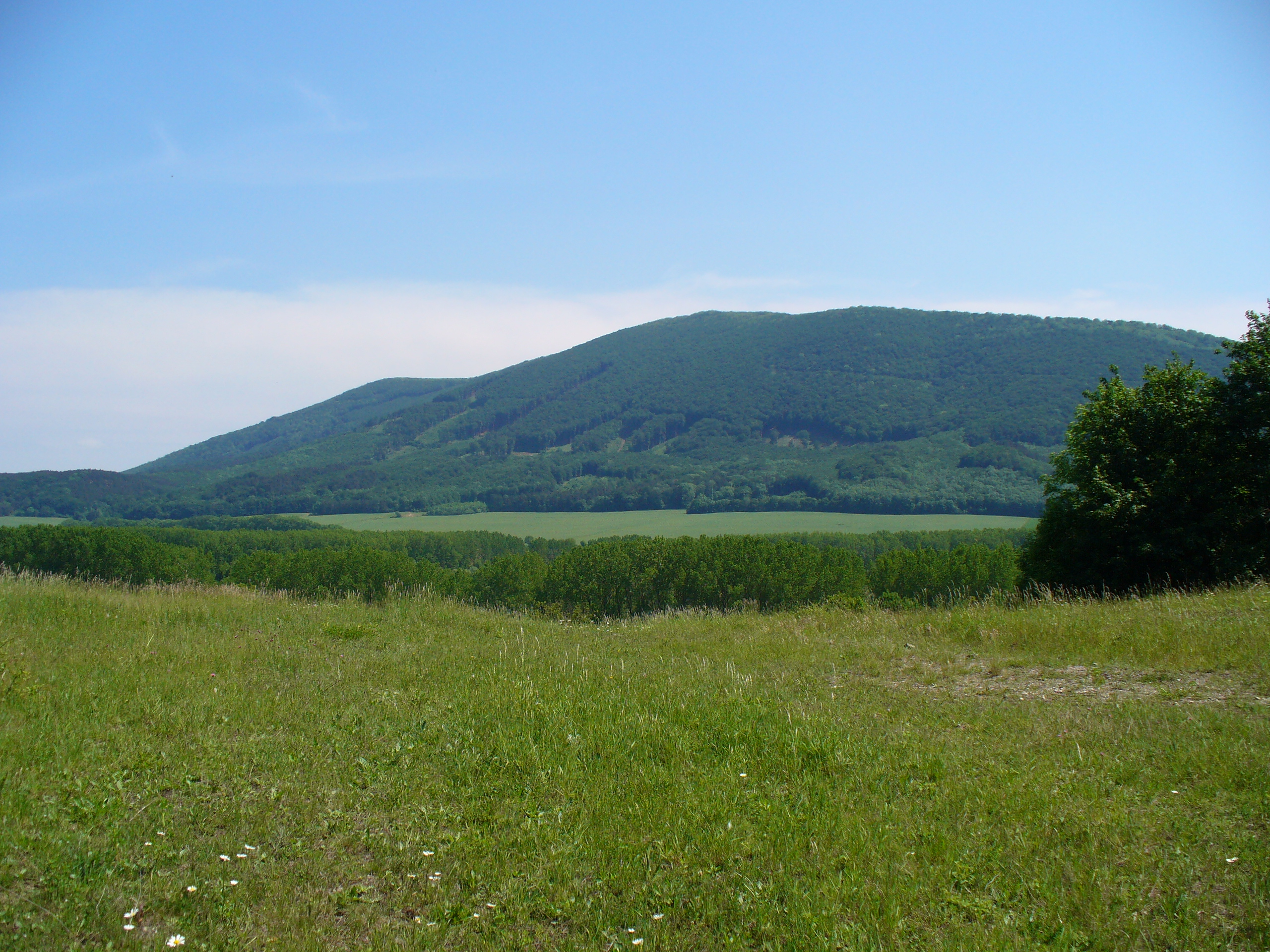
Der Berg Záruby und Teile der Pezinské Karpaty aus Westen fotografiert

Die Pezinské Karpaty (deutsch etwa „Bösinger Karpaten“) sind einer der mittleren Abschnitte der Kleinen Karpaten, eines in der Slowakei gelegenen Gebirges. Namensgebend für dieses Teilgebirge ist die Stadt Pezinok (Bösing). Begrenzt wird es durch das Tal des Flusses March im Westen und das Donautiefland im Osten. Im Süden und Norden liegen die Devínske Karpaty bzw. die Brezovské Karpaty, d. h. andere Abschnitte der Kleinen Karpaten. Wichtige Ortschaften in der Umgebung sind die Stadt Bratislava im Süden und die Gemeinde Buková im Norden. In den Pezinské Karpaty erreichen die Kleinen Karpaten mit dem Záruby (767,4 m) ihren höchsten Gipfel.
Koordinaten: 48° 25′ N, 17° 15′ O